# Armando Martins
Pour le footballeur brésilien, voir Armando da Silva Martins.
Pour les articles homonymes, voir Martins.
Armando da Silva Martins est un footballeur portugais né le 4 mars 1905 et mort à une date inconnue.

## Biographie
Il joue au Vitória Setúbal pendant toute sa carrière.
En équipe du Portugal, il reçoit 11 capes entre 1926 et 1931. Il fait partie de la sélection qui participe aux Jeux olympiques 1928 à Amsterdam.

## Carrière
- 1925-1936 :  Vitória Setúbal